# Santamarina (Taramundi)
Santamarina (oficialmente y en asturiano: Santa Mariña) es una casería de la parroquia de Veigas, concejo de Taramundi, en la comarca del Eo-Navia, Principado de Asturias, España.